# Mette Frederiksen
Mette Frederiksen (AFI: [ˈmetə ˈfʁeðˀəʁeksn̩] · ; Aalborg, 19 novembre 1977) è una politica danese, dal 27 giugno 2019 ministro di Stato della Danimarca. Dal 2011 al 2014 è stata ministra del lavoro nel governo Thorning-Schmidt I, e dal 2014 al 2015 ministra della giustizia. Dal 28 giugno 2015 è leader dei Socialdemocratici.

## Biografia
Frederiksen è cresciuta ad Aalborg, sua città natale, in una famiglia ancorata al movimento operaio, figlia di un tipografo e di un'insegnante.
Ha frequentato il Gymnasium di Aalborghus e ha conseguito la laurea in amministrazione e scienze sociali presso l'Università di Aalborg, specializzandosi poi in Studi africani presso l'Università di Copenaghen.
Dopo essersi diplomata nel 2000, ha lavorato come consulente per i giovani per LO, la Confederazione danese dei sindacati. Ha due figli.

## Carriera politica

### Deputata

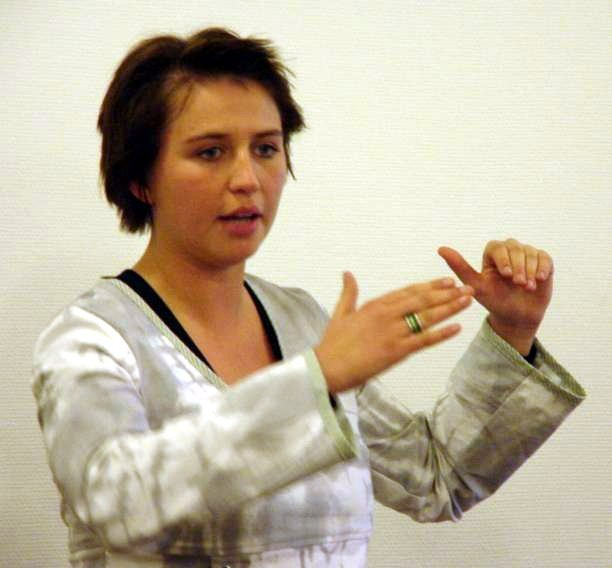
Frederiksen nel 2001

Frederiksen è stata eletta membro del parlamento danese per la contea di Copenaghen nelle elezioni generali tenutesi il 20 novembre 2001. Dopo la sua elezione è stata nominata portavoce del partito per la cultura, i media e l'uguaglianza di genere. È diventata la portavoce del partito per gli affari sociali dopo le elezioni parlamentari del 2005. Dopo le elezioni del 2005, è stata eletta vicepresidente del gruppo parlamentare del partito socialdemocratico.

### Ministro nei due governi di Helle Thorning-Schmidt e leader dei Socialdemocratici
Ha lavorato nel primo e nel secondo mandato di Helle Thorning-Schmidt, ricoprendo la carica come ministro del Lavoro dal 2011 al 2014 e di ministro della giustizia dal 2014 al 2015. Il 28 giugno 2015 è succeduta a Thorning-Schmidt nella leadership del partito.
Sotto la direzione della Frederiksen, i socialdemocratici si sono spostati a sinistra in ambito economico, ma sono divenuti più restrittivi in materia di immigrazione di massa. In una nota biografica del 2019, si è così espressa: "Per me, sta diventando sempre più chiaro che il prezzo della globalizzazione non regolamentata, dell'immigrazione di massa e della libera circolazione dei lavoratori è pagato dalle classi inferiori".

### Ministro di Stato
Dopo che il partito socialdemocratico ha ottenuto la maggioranza relativa alle elezioni del 5 giugno 2019, col 25,9 per cento dei voti, ha ricevuto l'incarico di Ministra di Stato del Regno di Danimarca, sostenuta da una coalizione tra Sinistra Radicale, Partito Popolare Socialista, Inuit Ataqatigiit e Lista dell'Unità, a formare una maggioranza che controlla 91 seggi su 179 del Parlamento danese, e divenendo così la persona più giovane a ricoprire questa carica nella storia danese.
Nell'agosto 2019, il presidente americano Donald Trump aveva manifestato interesse per l'acquisto della Groenlandia da parte degli Stati Uniti d'America. Frederiksen ha definito assurda tale richiesta, rispondendo che il territorio non era in vendita e che la Groenlandia appartiene a sé stessa, e non alla Danimarca. Contrariato dalla risposta, Trump ha annullato un viaggio ufficiale a Copenhagen già programmato per il successivo mese settembre.
Il 5 ottobre 2022, a seguito di una crisi di governo causata dal partito social-liberale Sinistra Radicale, che ha criticato le politiche adottate dal suo governo per contrastare la pandemia di COVID-19 e la decisione di abbattere milioni di visoni, senza base legale, per il timore che una mutazione del virus negli animali potesse rendere meno efficaci i vaccini, ha annunciato le elezioni anticipate, concludendo la legislatura anticipatamente di sette mesi. 
Il 5 ottobre 2022 Frederiksen ha annunciato che le elezioni si sarebbero tenute il 1º novembre dello stesso anno. L'elezione ha portato al miglior risultato per i socialdemocratici in 20 anni, con il partito che ha guadagnato altri due seggi per un totale di 50, mentre è stato il peggior risultato per Venstre in più di 30 anni. La stessa Frederiksen ha ricevuto 60.837 voti, il maggior numero di qualsiasi candidato. Il 13 dicembre 2022 Frederiksen ha annunciato che era stato raggiunto un accordo su un governo di coalizione con i socialdemocratici, i Venstre e i moderati, con lei stessa che continuava a ricoprire la carica di primo ministro. La prima volta che i socialdemocratici e Venstre formarono un governo insieme dal 1978. Il leader di Venstre, Jakob Elleman-Jensen, divenne vice primo ministro e ministro della difesa, mentre il leader dei moderati, Lars Løkke Rasmussen, fu nominato ministro degli esteri. È la prima volta dal 2007 che un primo ministro viene rieletto per un mandato consecutivo.